# خالد كاكي
خالد كاكي (كركوك، العراق 1971) شاعر وقاص وفنان تشكيلي ومصمّم و عازف عود ومؤلف موسيقيّ.

## سيرة
درس الأدب واللغة الإسبانية في كلية اللغات بجامعة بغداد (العراق) وتخرج منها عام 1992. بدأ بكتابة الشعر بعمر تسع سنوات وأظهر إهتماماً وولعاً بالموسيقى والرسم منذ منذ العام السادس من عمره. يعتبره بعض النقاد من أبرز شعراء جيل التسعينيات في العراق ضمن أجيال الشعر الحديث. بدأ بنشر أولى القصائد في الصحافة العراقية والعربية عام 1992 وقد حاز على إهتمام العديد من وسائل النشر والمنابر الثقافية. غادر العراق عام 1994 متوجهاً إلى الأردن. ثم أستقر به المقام في العاصمة مدريد مع بداية عام 1996 حيث يقيم هناك حتى الآن. 
شارك في مدريد مع بداية وصوله وخلال كل أعوام مسيرته، في أغلب النشاطات الثقافية والفنية مع الجاليات العربية والعراقية، في الرسم والشعر والموسيقى.

## الجوائز
- الجائزة العالمية الكبرى للشعر في مهرجان ليالي الشعر برومانيا عام 2012.
- جائزة الشرق الأوسط عن مجلة بنفس الاسم تصدر بلندن، عن مقال في النقد الموسيقيّ بعنوان حوار بين شاعرين، عام 1997.
- منحة لدراسات الدكتوراه عن الوكالة الدولية للتعاون مع العالم العربي والإسلامي، مدريد، إسبانيا، عام 1998.

## إصدارات شعرية
- رماد شجر الرمّان. دار الفلفا للنشر. مدريد 2011. كتاب بلغتين:العربية والإسبانية.
- أقفاص في طائر. دار الفينيق للنشر. القاهرة. 2005
- هوامش الحارس. دار الألف للنشر. مدريد 2001.
- بلا حذر. دار ألواح. مدريد. 1998

## الأنطولوجيات الشعرية
ظهر شعره في عدة كتب الأنطولوجيات الشعر العربي والعراقي، بالعربية والإسبانية، نذكر منها:
- سبعة شعراء عرب معاصرون في إسبانيا، مدريد 2013. عن دار نشر بيربوم بالتعاون مع منشورات ألفالفا.
- مختلفون آخرون من ميسوبوتاميا. قرطبة. أسبانيا 2009. من منشورات البيت العربي بمدريد. باللغة الإسبانية.
- ضفاف دجلة. كاراكاس. فنزويلا 2006. دار نشر البيرّو إي لا رانا. باللغة الإسبانية.
- تحية، ولا خطوة إلى الوراء. مدريد 2006. دار نشر تيمبو دي ثيريثاس. باللغة الإسبانية.
- لعنة جلجامش. برشلونة 2005. دار نشر لا تيمبستاد. بالقطالونية والإسبانية.
- السلام والكلمة. مدريد 2003. دار نشر أوديسيا. باللغة الإسبانية.

## كتب القصة
- أنتحار خوسيه بوينابيدا. منشورات المتوسط للنشر والتوزيع. أيطاليا 2017.
- مهد المرايا المتقابلة. دار الأهلية للنشر. بغداد2005.
- هذه ليست حقيبة. ملتقى الطرق، كتاب قصصي مشترك مع 18 كاتباً. الدار البيضاء، المغرب، 2016.
- العراق + 100. دار كوما برس للنشر والتوزيع، كتاب قصصي مشترك مع 9 كتاب آخرين. صدر بالإنكليزية. لندن، بريطانيا، 2016.

## المقالات
- نشر العشرات من المقالات النقدية في الموسيقى والفن التشكيلي والتراجم والقصائد واللقاءات في الصحافة العراقية والعربية والعالمية منذ العام 1992 ولغاية اليوم.

## الموسيقى
- بدايته مع الموسيقى كانت مع ألة الكيبورد (الأورغ) ليتخصص فيما بعد في آلة العود منذ العام 1991، وقد بدأ مشواره كعازف عود منفرد منذ عام 1996 في مدريد، مقدماً عشرات الأماسي والمقطوعات في مهرجانات ثقافية وفنية على إمتداد خارطة إسبانيا.
- أسس مع ثلاثة موسيقيين آخرين عام 2008 فرقة بيت نهرين لموسيقى الشرق الأوسط، مقدماً من خلالها عشرات الحفلات في المهرجانات الثقافية المهمة في إسبانيا والبرتغال. أستمر أداء الفرقة لغاية عام 2011. كان خالد كاكي فيها عازف العود ومغني الفرقة الموسيقية يؤدي وصلات من الغناء العراقي والعربي ويقدم تشكيلة متنوعة من أساليب الغناء والمقام العراقي.
- أصدر عام 2021 ألبومه الموسيقى (أسئلة في عينيك). تتضمن الأسطوانة تسع مقطوعات موسيقية تعبيرية من تأليف وعزف وتوزبع خالد كاكي. تم التسجيل أثينا، اليونان.
- أصدر عام 2010 ألبومه الموسيقى (كلمات). تتضمن الأسطوانة ثمان مقطوعات موسيقية تعبيرية من تأليف وعزف وتوزبع خالد كاكي. تم التسجيل في أستوديو سانتا آنا، مدريد، إسبانيا.
- سجل عام 1999 أسطوانة موسيقية لراديو 3 البلجيكي، تحمل عنوان (موسيقى من بلاد الرافدين) تتضمن الأسطوانة خمسة مقطوعات من العزف المنفرد على العود.
- سجل عام 2011 أسطوانة موسيقية مع فرقة (تقاسيم) للموسيقى العراقية. يضم الألبوم مقطوعتين من تأليف خالد كاكي. ستوديو سانتا آنا، مدريد، إسبانيا.

## الفن التشكيلي والأعمال الحروفية
في مجال الفن التشكيلي، أقام خالد كاكي أكثر من 16 معرض فردي، وعشرات المشاركات الجماعية داخل إسبانيا وخارجها.

### المعارض الفردية
- ميزون دو لا لايسيتيه، نامور، بلجيكا 2015.
- غالري تروينو، كولمنار بييخو، مدريد 2012.
- غالري تروينو، كولمنار بييخو، مدريد 2009.
- غالري إيزرمان، دوكوم، هولندا، 2002.
- قصر غابيريا، مدريد 2001.
- غالري ريتا لونا، مدريد 2001.
- صالة المعارض، كلية الفلسفة والآداب، جامعة أوتونوما، مدريد 2000.
- غالري دسبيرتار، مدريد 2000.
- غالري آثتيكا، مدريد 2000.
- غالري لاأيرا، مدريد 2000.
- صالة كاسا ديل ليبرو، مدريد 2000.
- المركز الثقافي بالوميراس باخاس، مدريد 2000.
- المركز الثقافي ميغيل دي ثيربانتس، مدريد 2000.
- غالري ميغيل آنخل، مدريد 1998.
- الصالة الكبرى لبلدية آراندا ديل دويرو، بايادوليد، إسبانيا 1998.
- المركز الثقافي الإسلامي، مدريد 1998.

### المعارض الجماعية
- نظرات من بلاد ما بين النهرين، إسباثيو روندا، مدريد، إسبانيا 2015
- ميزون دو لا كولتور، نامور، بلجيكا 2014.
- متحف إسكويلاس في لوثون، غوادالاخارا، إسبانيا 2009.
- معرض إستامبا الدولي، ممثلاً عن غالري ألكساندرا إيريغوين، مدريد 2006.
- صالة إمسي، اسبوع ثقافي عن العراق، مدريد 2004.
- صالة مكتبة بيدرو ساليناس، مدريد 2004.
- غالري دون كيخوته، دمشق 2003.
- مؤسسة كونشا ماركيث، مدريد 2001.
- صالة البلدية، دستلبيرغن، بلجيكا 1997.
- غالري تنتونستل، بروكسل، بلجيكا 1997.

## في مجال النحت
- صمّم في مدريد نصباً نحتياً ضخماً بعنوان نصب السلام أونصب التعايش لمدينة كركوك، العراق. العمل النحتي المذكور لايزال مشروعاً لم يتم تنفيذه حتى الآن وهو قيد الدراسة من قبل المسؤوليين.
- له أعمال في النحت بالخشب والمواد المختلفة وبالأسلوب الحروفي، عرض بعضها في معرضه الأخير بمدريد عام 2012.

## تصاميم
صمّم خالد كاكي شعارات مؤسسات ثقافية وفنية عديدة، نذكر منها على سبيل المثال: 
- شعار بيت العود العربي، بإشراف الفنان نصير شمة، القاهرة.
- البيت العربي، مدريد.
- مؤسسة نوريا ياماس للمجوهرات، مدريد.
- صمّم أغلفة أكثر من خمسين كتاباً وأسطوانة موسيقية بعدة لغات ولدور نشر عديدة في العالم.
- تصدرت أعماله في الرسم والخط العربي أغلفة العديد من الكتب والملصقات في عدة بلدان أوربية وعربية.

## روابط عن خالد كاكي في الصحافة العربية والإسبانية والعالمية
- صحيفة العربي الجديد
- صحيفة المثقف حول صدور كتاب رماد شجر الرمان
- صحيفة الاتحاد، حول معرض تشكيلي لخالد كاكي
- الجزيرة نت. عن الثورات العربية.
- دار الكتب والوثائق، بغداد. عن كتاب قصص خالد كاكي
- صحيفة الزمان. لندن. مقال تحليلي عن أعمال خالد كاكي الشعرية.
- وكالة الأنباء العربية، بوخارست. حول حصول خالد كاكي على الجائزة العالمية للشعر في رومانيا.
- مقال في النقد الموسيقي. موسوعة تركمان العراق.
- حول مشروع نصب السلام. العراق
- إيلاف: حول المعرض المشترك بمدريد 2015
- Khalid Kaki en el grupos musical Beth Nahrin
- Khalid Kaki Poetas modernos en Casa Árabe, Madrid.
- Khalid Kaki Música Mediterránea, Catalunia
- Khalid Kaki Música para la integración, Formentera, España
- Khalid Kaki Torre del Mar, Málaga, España
- Blog de poesía de Khalid Kaki (En Español)
- Sitio web www.khalid-kaki.com